# کرباس

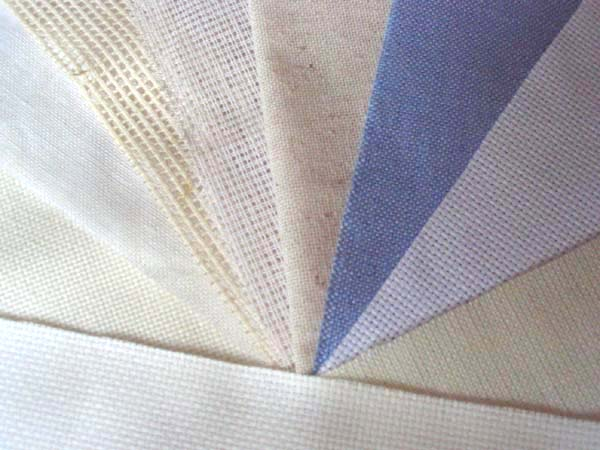

کرباس (انگلیسی: Canvas) به‌عنوان پارچه‌ای با بافت ساده و بادوام شناخته می‌شود که معمولا به خاطر مقاومت در آب بسیار خواهان دارد. کرباس در اصل یک ماده مفید برای تولید پارچه بادبانی و یک وسیله عالی برای مدیوم نقاشی به حساب می‌آید، اما در حال حاضر در کاربردهای دیگری همچون ساخت چادر، کفش‌های کژوال و کیف‌های باکلاس مورد استفاده قرار می‌گیرد. بیشتر کرباس موجود در بازار از الیاف پنبه‌ای تشکیل شده اند، اما به طور سنتی این پارچه با کنف و لینن ساخته می‌شود.
کرباس نوعی پارچه درشت بافت و سنگین است که از الیاف پنبه، کتان یا کنف بافته می‌شود. از این پارچه برای ساخت بوم نقاشی استفاده می‌شود.

## مشخصات

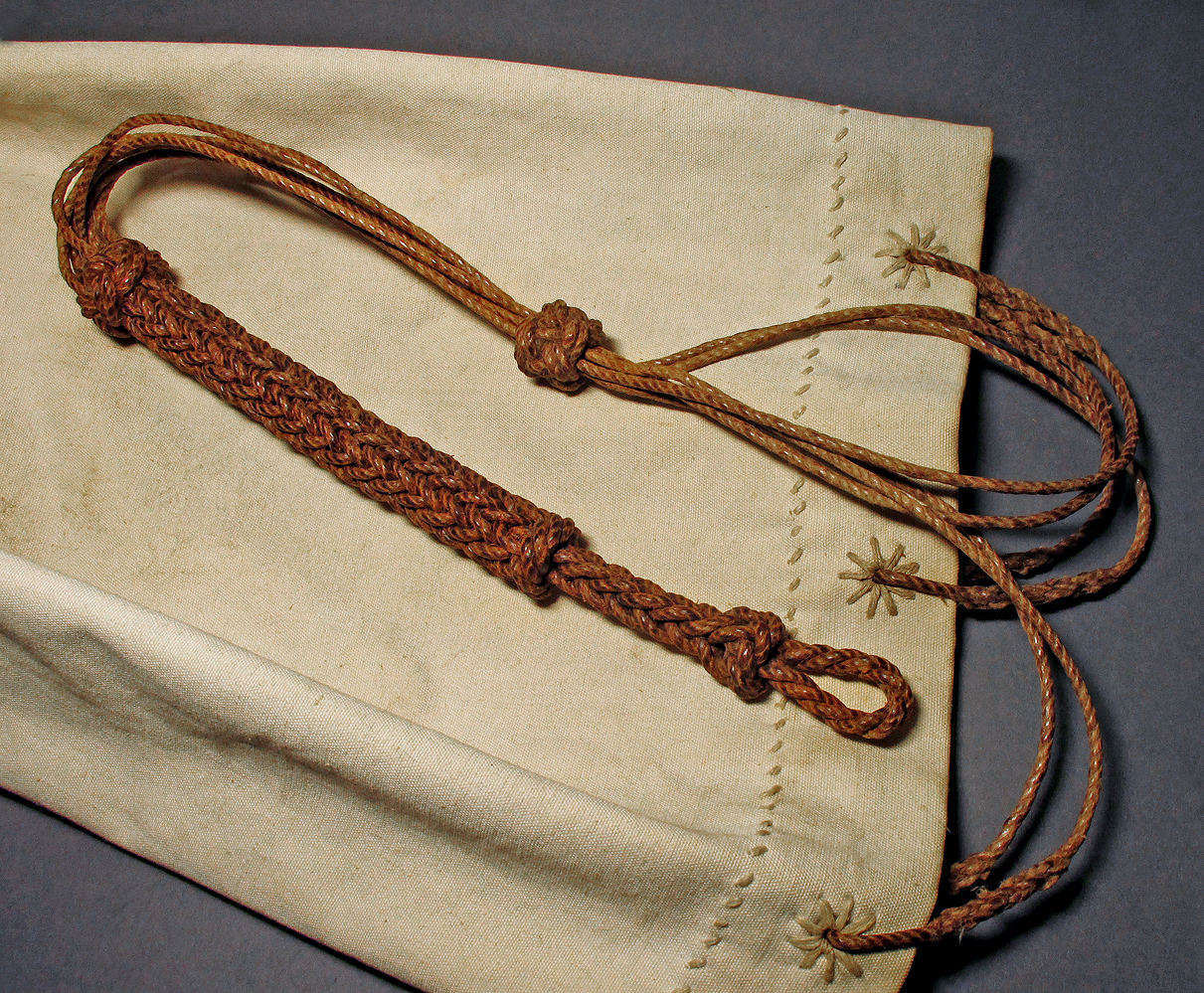
کیف ملوانی ساخته شده از کرباس

کرباس دارای نخ ضخیم است که در الگوی بافت ساده به طور محکم بافته می‌شود. هر چند این پارچه به خاطر ضخامت و دوام پذیری که دارد شبیه دنیم است، اما دنیم حاوی بافت جناغی است. به دلیل ضخامت نخ کرباس، تراکم رشته‌های این نوع پارچه پایین است. بیشتر کرباس‌ها حاوی تراکم نخ بین ۵۰ تا ۱۰۰ هستند. البته تراکم نخ بالاتر در ازای بافت نرم تر، دوام پذیری این پارچه را قربانی می‌کند. هر چند که در حال حاضر، پنبه محبوب ترین ماده برای ساخت کرباس است، اما هنوز هم تولید این پارچه با کنف و لینن امکان پذیر است. کرباس به طور طبیعی در برابر آب مقاوم است و شکل‌های معاصر کرباس صنعتی معمولا با پوششی از پلی وینیل کلراید (PVC) بر روی یک یا هر دو جانب آن مزین گردیده اند تا خاصیت عایق بودن آن در برابر آب بیشتر گردد.

## تاریخچه کرباس

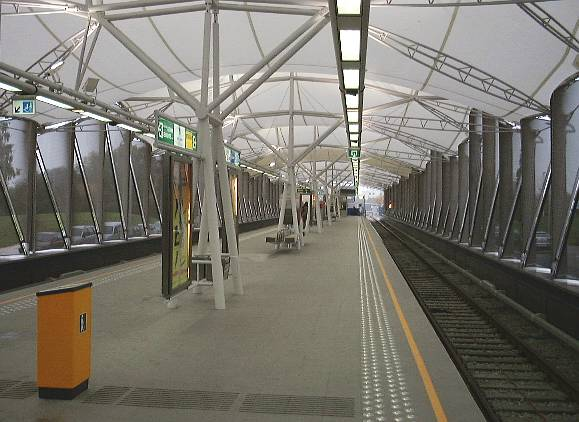
سقف کرباس در ایستگاه اراسموس متروی بروکسل

کرباس در اصل به‌عنوان مدیوم نقاشی (painting medium) در میان هنرمندان ونیزی دوره رنسانس مشهور بود. ونیز که مرکز رنسانس ایتالیا محسوب می‌شد، نقاشان را به دلیل رطوبت بالای محیط در خود جای داده بود تا در این شهر آبی به خلق کارهای هنری بر روی پنل‌های چوبی و دیوارها بپردازند.
پیش از آنکه کرباس به‌عنوان مدیوم نقاشی به محبوبیت دست پیدا کند، ماده اصلی برای ساخت پارچه بادبانی به حساب می‌آمد. با گذشت به زمان‌های خیلی قدیم به سختی می‌توان تعریف روشنی از کرباس به دست آورد؛ اما واقعیت این است که حتی ابتدایی ترین بادبان‌های مصر باستان هم به پارچه‌های بادبانی کرباس جدید بسیار شباهت داشته اند.
از آنجاییکه ونیز قبلا مرکز صنعت دریایی ایتالیا بود، لذا نقاشان دوره رنسانس برای استفاده مجدد از پارچه بادبانی کرباس جهت ایجاد هنر خودشان کمی مشکل داشتند. با این حال در آن دوران، کنف ماده اولیه برای تولید کرباس به شمار می‌رفت و برای زمان محدودی به‌عنوان محبوب ترین الیاف کرباس محسوب می‌شد.
در حقیقت مورخان بر این اعتقادند که کلمه canvas (به معنی کرباس) ریشه در لغت یونانی یا لاتین cannabis دارد. با بهبود تجارت پنبه هند در قرن هفدهم میلادی، تولید کنف اروپایی کاهش یافت، اما نام پارچه کرباس یادآور ریشه کنفی این منسوج است.

### پارچه کرباس امروزی

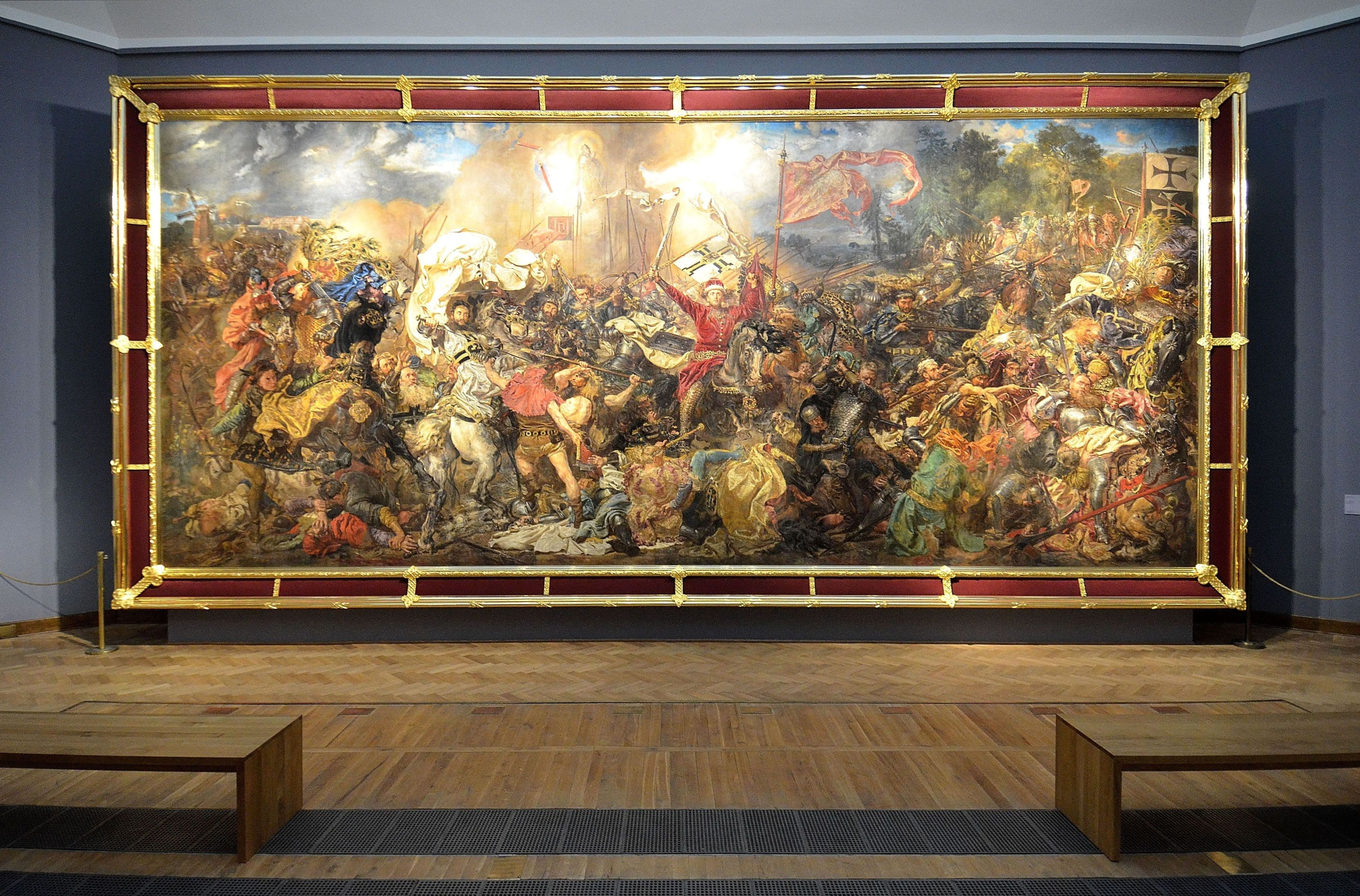
یکی از بزرگترین نقاشی‌های کرباس لهستان، نبرد گرونوالد، ۱۸۷۸، اثر یان ماتیکو (۴۲۶× ۹۸۷ سانتی‌متر)، در موزه ملی ورشو به نمایش گذاشته شد.

با توجه به اینکه صفحه‌های چوبی با ترک خوردن و تاب برداشتن مواجه می‌شوند، نقاشان بر روی کرباس که مقاومت قابل توجهی بر روی زمان و عناصر دارد، سرمایه گذاری کردند؛ بنابراین کرباس در فاصله زمانی کوتاهی به محبوب ترین مدیوم نقاشی در سراسر اروپا بدل گردید. حتی مهم ترین نقاشی‌های اواخر دوره رنسانس نیز بر روی کرباس کشیده شده و کرباس تا به امروز یکی از رایج ترین مدیوم‌های نقاشی باقی مانده است.
در طول قرن ها، کرباس هیچگاه محبوبیتش را به‌عنوان ماده ساخت پارچه بادبانی از دست نداده است. هر چند که بادبان‌های مدرن گاهی از طریق الیاف مصنوعی تولید می‌شوند، اما کرباس پنبه‌ای و لیننی برای پارچه بادبانی هنوز هم انتخاب محبوبی هستند. کرباس به تدریج به دیگر کاربردهای محیط بیرون هم گسترش یافته است و در طول قرن‌ها به محبوب ترین ماده برای ساخت چادر و دیگر اشکال پنگاه‌های موقتی تبدیل شده است.
در برهه‌ای از زمان، کرباس به صحنه تولید اکسسوری‌های مد و پوشاک نیز وارد گردید. امروزه پیدا کردن کیف‌های شیک گران قیمت تولید شده با کرباس همانند لباس‌های بیرونی که برای آب و هوای سرد کاربرد دارند، رایج است. علیرغم فراوانی مواد مصنوعی در حال حاضر، باز هم بیشتر انواع کرباس استفاده شده در پوشاک، مبتنی بر پنبه هستند.

## نحوه تولید پارچه کرباس
فرآیند استفاده شده برای تولید پارچه کرباس با توجه به هدف به کار گیری پارچه متفاوت خواهد بود. پارچه کرباس به کار رفته برای نقاشی حاوی چندین فرآیند پس از تولید اضافی است. با وجود این واقعیت که تولید کنندگان منسوج می‌توانند کرباس را از طریق پنبه، لینن یا کنف نیز تولید نمایند، اما هر یک از این الیاف دارای ویژگی‌های مشابهی هستند؛ بنابراین فرآیند تولید اولیه استفاده شده برای تولید کرباس صرف نظر از الیاف انتخابی مشابه است.

## کاربرد پارچه کرباس

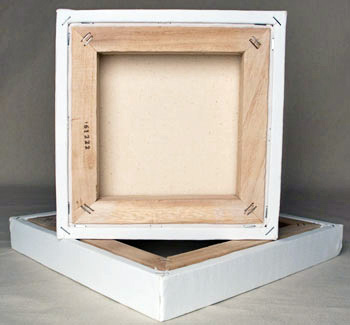
کرباس روی قاب چوبی

در عصر مدرن، کرباس در ابتدا برای مواد نقاشی تولید می‌گردد. هر چند که بعضی از قایق‌های بادبانی هنوز از بادبان‌های کرباسی استفاده می‌کنند، اما دیگر این نوع قایق‌ها در این دوره و زمانه چندان محبوب نیستند و بسیاری از قایق‌های بادبانی جدید، بادبانی‌های کرباسی خودشان را با جایگزین‌های مصنوعی عوض کرده اند.
کرباس تا حدودی در دنیای لباس بیرونی نیز محبوب باقی مانده است. بسیاری از چادرهای معاصر حاوی مواد مصنوعی هستند، اما بعضی از علاقمندان کمپ زدن به مزایای چادرهای کرباس اصیل آگاهند. همچنین برخی از افراد طرفدار فضای بیرون اعتقاد دارند که چادرهای کرباس بهتر از جایگزین‌های مصنوعی عمل می‌کنند.
در صنعت پوشاک، کرباس در وهله نخست جهت تولید لباس بیرونی و پوشاک کاری مورد استفاده قرار می‌گیرد. مثلا دسته‌ای از برندهای محبوب برای ساخت کاپشن‌های کاری فصل زمستان از مزایای لایه‌های خارجی کرباس کمک می‌گیرند. این کاپشن‌ها مخصوصا در بخش‌های غربی آمریکا که با زمستان بسیار سرد اما عموما خشک مواجه اند، کاربرد دارند.
تنها کاربرد اصلی کرباس در‌های فشن (مد سطح بالا) به تولید کیف‌های دستی مربوط می‌شود. برخی از مطلوب ترین کیف‌های دستی جهان دارای ظاهر بیرونی کرباسی هستند؛ چون این ماده در برابر آب و پارگی مقاوم است، و این موضوع دوام پذیری مطلوبی برای آن فراهم می‌کند. طراحان در دنیای لباس کژوال گاهی از کرباس جهت تولید کفش استفاده می‌کنند که قابل توجه ترین کفش‌های کتانی باکیفیت از طریق این نوع ماده تولید می‌شوند.

## مناطق تولید پارچه کرباس
پنبه محبوب ترین ماده برای تولید کرباس به شمار می‌آید و هند عنوان بزرگترین تولید کننده پنبه جهان را داراست. با این حال این کشور به اندازه همسایه خودش یعنی چین (برترین صادر کننده منسوجات در سطح جهان)، محصولات نساجی نهایی و تکمیل شده را تولید نمی کند.
هر چند که هند به احتمال زیاد منابع فراوانی از پنبه برای تولید پارچه کرباس دارد، اما کشاورزان پنبه هندی معمولا این محصولات زراعی خام را برای تولید به چین ارسال می‌کنند. با وجود اینکه بعضی از شکل‌های کرباس حاوی پنبه نیستند، اما چین بزرگترین تولید کننده لینن و الیاف کنف صنعتی در جهان است. اگر هر نوع پارچه کرباسی در اختیار دارید، به احتمال زیاد آن پارچه ساخت چین است.

## قیمت پارچه کرباس
کرباس لیننی و پنبه‌ای معمولا در میان شکل‌های پارچه طبیعی موجود در بازار، کمترین قیمت را دارند. زمانی کنف یکی از فراوان ترین و رایج ترین الیاف زراعی جهان بود، اما در حال حاضر کرباس تولیدی از طریق آن با قیمت زیادی مواجه است. قیمت‌ها برای کرباس به نوع فروشنده بستگی دارد.

## تأثیر پارچه کرباس  بر روی محیط زیست
از آنجاییکه کرباس در وهله نخست از مواد طبیعی ساخته می‌شود، لذا تولیدش بر روی محیط زیست تأثیر نسبتا اندکی به وجود می‌آورد. زاموسقه که به‌عنوان ماده تکمیلی نهایی به بوم نقاشی اضافه می‌شود، معمولا شامل مواد طبیعی و مصنوعی است. همچنین PVC یک ماده کاملا مصنوعی است که تأثیر قابل توجهی بر روی محیط زیست ایجاد می‌کند.
در طول تولید PVC، فتالات‌های (phthalates) سمی به محیط زیست محل تولید وارد می‌شوند و این پلاستیک در صورتیکه به صورت درست دفع نگردد می‌تواند دیوکسن آلوده محیط زیست را تولید کند. زاموسقه نیز به سهم خود یک نوع چسب مخصوص تولید شده از طریق پوست خرگوش یا یک جایگزین مصنوعی است که به ترتیب به دلایل اخلاقی و زیست محیطی نامطلوب تلقی می‌شود.
تولید لینن، پنبه و کنف در صورت درست انجام شدن برای محیط زیست آسیب خاصی ندارد. با این حال بیشتر کشاورزان محصولات زراعی از مواد شیمیایی سمی استفاده می‌کنند که به اکوسیستم‌های اطراف صدمه می‌زنند. برای مطمئن شدن از سازگاری کرباس با محیط زیست، بهتر است پارچه ارگانیک و بدون PVC انتخاب شود.

## گواهینامه‌های موجود برای پارچه کرباس
گواهینامه خاصی برای پارچه کرباس وجود ندارد. با این حال الیاف ارگانیک و برخی الیاف بازیافتی واجد شرایط دریافت گواهینامه استاندارد جهانی منسوجات ارگانیک (GOTS) هستند، و چندین گواهینامه مشخص شاید برای پنبه، کنف و لینن وجود داشته باشد. هر چند که PVC به کار رفته در کرباس ممکن است بتواند مورد تأیید سازمان جهانی استاندارد (ISO) قرار گیرد، اما برای سازگاری بیشتر با محیط زیست بایستی محصولات کرباس بدون PVC انتخاب گردد.
| نام پارچه                                  | کرباس                                                                                     |
| نام دوم شناخته شده پارچه                   | داک، برزنت و پارچه پناهگاهی                                                               |
| ترکیبات پارچه                              | پنبه یا لینن ساده بافت عمل آوری شده با PVC یا زاموسقه                                     |
| تغییرات ممکن تراکم نخ در پارچه             | ۵۰۰ الی ۱۰۰                                                                               |
| قابلیت تنفس پارچه                          | کم                                                                                        |
| قابلیت مقاومت در برابر رطوبت               | بالا                                                                                      |
| قابلیت حفظ گرما                            | بالا                                                                                      |
| قابلیت ارائه کشش                           | به ماده مورد استفاده بستگی دارد                                                           |
| حساس به کرکی شدن یا قل زدن                 | کم                                                                                        |
| اولین کشور سازنده این نوع پارچه            | ایتالیا                                                                                   |
| بزرگترین صادر کننده/ کشور برتر تولید کننده | چین                                                                                       |
| دمای توصیه شده برای شستشو                  | متوسط تا گرم                                                                              |
| کاربرد در                                  | کیف، بادبان، چادر، شلوار، کاپشن، کاورهای مبلمان، کفش، کیف‌های دستی، بوم نقاشی و کوله پشتی. |